# Лурье, Джейкоб
Джейкоб Лурье (Лури, англ. Jacob Alexander Lurie; род. 7 декабря 1977, Вашингтон) — американский математик.
Член Национальной академии наук США (2020).
Вырос в Силвер-Спринг, родители — адвокаты Джеймс Лурье (англ. James E. Lurie) и Нора Бейли (англ. Nora A. Bailey), брат — Натан. Будучи учеником средней школы Montgomery Blair, с абсолютным счётом стал победителем Международной математической олимпиады (1994). В 1996 году стал победителем Westinghouse Science Talent Search. В 2000 году окончил математическое отделение Гарвардского колледжа и стал обладателем премии Моргана за дипломную работу по алгебрам Ли. В 2004 году защитил диссертацию доктора философии по математике в Массачусетском технологическом институте под руководством Майкла Хопкинса, до 2007 года был доцентом там же. С 2009 года — профессор Гарвардского университета.
В 2014 году награждён премией за прорыв в математике (за вклад в основания теории высших категорий и производной алгебраической геометрии, классификацию полностью протяжённых топологических квантовых теорий поля и модульно-теоретическую интерпретацию эллиптических когомологий) и в том же году получил стипендию Мак-Артура.

## Публикации
- Jacob Lurie. Higher Topos Theory. Annals of Mathematics Studies, vol. 170, Princeton University Press, 2009. — 925 pp.
- Dennis Gaitsgory, Jacob Lurie. Weil’s Conjecture for Function Fields: Volume I. Annals of Mathematics Studies 199. Princeton, NJ: Princeton University Press, 2019. — 320 pp.